# Kenyapitec
El kenyapitec (Kenyapithecus wickeri) és una espècie de simi fòssil descobert per Louis Leakey el 1961 a Fort Ternan (Kenya). El maxil·lar superior i les dents foren datats a fa 14 milions d'anys. Una teoria diu que el kenyapitec podria ser l'avantpassat comú de tots els grans simis. Es creu que fou una de les espècies que començaren la radiació dels simis a l'exterior d'Àfrica.